# Roberto Parra: Invocado
Roberto Parra: Invocado o simplemente Invocado es un álbum de estudio en tributo al folclorista chileno Roberto Parra Sandoval, hermano de Violeta, Nicanor y Lalo Parra, fallecido el 21 de abril de 1995 y famoso por ser el autor de las décimas de «La negra Ester». Fue lanzado el 12 de mayo de 2009 en Chile por el sello Chile Profundo y producido por Álvaro Henríquez, vocalista de Los Tres, apoyado de cerca por Mario Rojas.
El disco está interpretado por varios artistas chilenos, tales como Álvaro Henríquez y su hermano Gonzalo Henríquez, Ángel Parra y su hijo Ángel Parra Orrego, Cristián Cuturrufo, Mario Rojas, Roberto "Titae" Lindl y Catalina Rojas, viuda del homenajeado.
El disco se grabó en dos sesiones en sistema análogo y con sonido monofónico, dejando así de lado la tecnología digital y utilizando como estudio de grabación la antigua casa del antipoeta Nicanor Parra ubicada en la comuna de Huechuraba (antes Conchalí), en la cual su hermano Roberto compuso «Bailando en Conchalí» así como otros de sus temas más conocidos.

## Lista de canciones
| Roberto Parra: Invocado |                              |               |                   |          |  |
| N.º                     | Título                       | Música        | Intérprete        | Duración |  |
| 1.                      | «Jazz Guachaca»              |               |                   |          |  |
| 2.                      | «Bailando en Conchalí»       | Roberto Parra |                   |          |  |
| 3.                      | «Boliche sin nombre»         |               |                   |          |  |
| 4.                      | «Santiago Blues»             |               |                   |          |  |
| 5.                      | «Lala»                       |               |                   |          |  |
| 6.                      | «Nina»                       |               |                   |          |  |
| 7.                      | «El rodeo»                   |               |                   |          |  |
| 8.                      | «Solo porque soy viejo»      | Roberto Parra | Ángel Parra (voz) |          |  |
| 9.                      | «Tío Roberto» (instrumental) | Ángel Parra   | Ángel Parra       |          |  |

## Créditos
Músicos
- Álvaro Henríquez: guitarra, arreglos, mezcla, dirección musical, batería en tema cantado por Catalina Rojas.
- Mario Rojas
- Panchito Cabrera: improvisaciones en guitarra
- Felipe Bravo: guitarra
- Sebastián Caviv: bajo eléctrico
- Cristián Cuturrufo: trompeta
- Federico Faure: bajo eléctrico
- Gonzalo Henríquez
- Roberto "Titae" Lindl: contrabajo
- Felipe Ortiz
- Joselo Osses: acordeón, piano
- Ángel Parra: en «Tío Roberto»; guitarra, voz en «Sólo porque soy viejo».
- Ángel Parra Orrego: guitarra
- Catalina Rojas: voz en un tema

Otros
- Álvaro Henríquez: productor
- Antonio Larrea: fotografía